# Sisqó
Sisqó, pseudonimo di Mark Althavean Andrews (Baltimora, 9 novembre 1978), è un cantautore e produttore discografico statunitense, conosciuto soprattutto per essere stato il principale cantante del gruppo musicale R&B Dru Hill, oltre che per il brano Thong Song.

## Carriera
Dopo aver avuto successo nel corso degli anni novanta con il gruppo Dru Hill, di cui Sisqò era il principale cantante, ed aver scritto brani per diversi artisti fra cui Mýa, Sisqò debutta nel 1999 con l'album Unleash the Dragon, pubblicato dalla Def Soul Records. Il disco vende moderatamente, fino al momento in cui nel febbraio 2000 non viene pubblicato il secondo singolo Thong Song che diventa un successo internazionale che arriva alla terza posizione della Billboard Hot 100, spingendo le vendite dell'album. Ancora migliori i risultati di Incomplete, singolo successivo che arriva in vetta alla classifica. Alla fine l'album venderà cinque milioni di copie e sarà cinque volte disco di platino.
Problemi interni ai Dru Hill, impediscono la prevista riunione del gruppo, permettendo a Sisqò di pubblicare nel 2001 un secondo album (Return of Dragon), diventare il conduttore di uno show televisivo, come Sisqó's Shakedown trasmesso da MTV e partecipare ad alcuni film cinematografici come Get Over It con Kirsten Dunst e Snow Dogs con Cuba Gooding Jr.. Tuttavia, nonostante Return of Dragon venga certificato disco di platino, i risultati sono sotto le aspettative della casa discografica che rescinde il contratto con Sisqò.
Dopo essere apparso in un reality show (Gone Country), Sisqò insieme ai suoi ex compagni dei Dru Hill si sono esibiti in alcuni concerti. Nonostante le aspettative però il gruppo si è sciolto nuovamente. Nel 2007 Sisqò ha pubblicato su YouTube il video di un nuovo singolo Who's Ur Daddy, che anticipa l'uscita del nuovo album The Last Dragon (2008), con una casa discografica indipendente.
Nel gennaio del 2010 ha partecipato al Celebrity Big Brother, la versione vip del Grande Fratello inglese. È stato il quinto concorrente eliminato dopo 21 giorni di permanenza nella casa.
Sisqó ha una figlia, Shaione, nata nel 1995. Sisqò ha avuto una relazione con la cantante Samantha Mumba fino al 2004. In seguito è stato spesso associato con la cantante e modella Mýa, con la modella Tera Thomas, e con l'attrice Lisa Raye.
Nel 2022 Smith è stato confermato fra i 56 artisti partecipanti all'American Song Contest, in rappresentanza dello stato del Maryland.

## Discografia

### Album
- 2000 – Unleash the Dragon
- 2001 – Return of Dragon
- 2015 – The Last Dragon

### DVD
- 2000 – Sisqó: The Thong Song Uncensored
- 2001 – Sisqó: 24 Hours with Sisqó
- 2005 – Dru Hill Hits: The Videos (includes videos for "Thong Song" and "Incomplete")

### Singoli
- 1998 – It's All About Me (Mýa feat. Sisqó of Dru Hill)
- 1999 – Got to Get It (feat. Make It Hot)
- 2000 – Thong Song (un remix, "Thong Song Uncensored", feat. Foxy Brown, è incluso nella colonna sonora del film La famiglia del professore matto)
- 2000 – What These Bitches Want (DMX feat. Sisqó)
- 2000 – Incomplete
- 2000 – Unleash the Dragon (feat. Beanie Sigel)
- 2000 – How Many Licks? (Lil' Kim feat. Sisqó)
- 2001 – Can I Live (feat. The Dragon Family)
- 2001 – Dance for Me
- 2006 – Who's Ur Daddy
- 2006 – Perfect Christmas
- 2014 – A-List (feat. Waka Flocka Flame)
- 2014 – L.I.P.S.
- 2021 – La Thong (feat. JD Pantoja)
- 2022 – It’s Up

### Mixtapes
- 2001 – This is the Heart
- 2003 – In Da Club
- 2004 – One Love
- 2004 – Really Real
- 2004 – So Seductive
- 2005 – One Finger
- 2008 – Champaigne and Henessy

## Filmografia

### Cinema
- Get Over It, regia di Tommy O'Haver (2001)
- Snow Dogs - 8 cani sotto zero (Snow Dogs), regia di Brian Levant (2002)
- Schegge di April (Pieces of April), regia di Peter Hedges (2003)
- Surf School (2006)

### Televisione
- Sisqó's Shakedown (2000) - MTV
- Sabrina, vita da strega (1 episodio, 2001)
- Gone Country (2008) - CMT
- I Love the New Millennium (7 episodi, 2008) - VH1
- Legends of Tomorrow (1 episodio, 2020) - The CW

## Doppiatori italiani
- Francesco Pezzulli in Snow Dogs - 8 cani sotto zero
- Nanni Baldini in Sabrina, vita da strega
- Simone Crisari in Get Over It!

## Riconoscimenti
- American Music Award
  - 2001, Favorite Male R&B/Soul Artist: (nominato)
  - 2001, Favorite R&B/Soul Album: Unleash the Dragon (nominato)
- Grammy Awards
  - 2001, Best New Artist (Nominato)
  - 2001, Best R&B Male Vocal Performance: "Thong Song" (nominato)
  - 2001, Best R&B Song: "Thong Song" (nominato)
  - 2001, Best R&B Album: Unleash the Dragon (nominato)
- MOBO Awards
  - 2001, Best R&B Act: (nominato)
  - 2000, Best Video: "Thong Song" (nominato)
  - 2000, Best R&B Act: (nominato)
- MTV Video Music Awards
  - 2000, Best Hip-Hop Video: "Thong Song" (vinto)
  - 2000, Best New Artist: "Thong Song" (nominato)
  - 2000, Best Dance Video: "Thong Song" (nominato)
  - 2000, Best Video from a Film: "Thong Song (remix)" con Foxy Brown (nominato)
  - 2000, Viewer's Choice: "Thong Song" (nominato)
- Soul Train Music Awards
  - 2001, Favorite Male R&B/Soul Album: Unleash the Dragon (nominato)